# Polyp

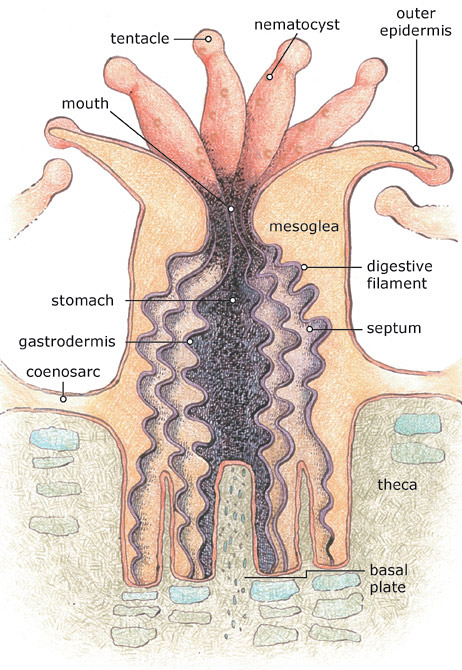
Polyp korálnatců

Polyp je jedním ze dvou životních stadií některých žahavců, druhým je medúza. Tělo polypů je většinou válcovité, prodloužené podél osy těla. Jeho spodní část je buď připevněná k substrátu, nebo, pokud žije v koloniích, k ostatním polypům. Přední část nese ústní otvor a je obklopený chapadly. Ústní otvor slouží zároveň i k vylučování nevyužitého metabolického odpadu a nebo hlenu, který může sloužit k jejich obraně. Uvnitř se nachází žaludek, který je v jakémsi vaku, jehož stěna je složena ze dvou funkčních vrstev buněk.
U korálnatců (Anthozoa) je polyp jediným životním stadiem. U polypovců (Hydrozoa) se obě stadia střídají. U medúzovců (Scyphozoa) je medúza dominantní a polyp někdy ani není přítomný.